# Straža pri Krškem
Straža pri Krškem je naselje v Občini Krško.